# باتريك مراز
باتريك مراز (بالسلوفاكية: Patrik Mráz)‏ هو لاعب كرة قدم سلوفاكي في مركز الدفاع، ولد في 1 فبراير 1987 في بوخوف في سلوفاكيا. شارك مع منتخب سلوفاكيا تحت 21 سنة لكرة القدم. أما مع النوادي، فقد لعب مع بياست غليفيتسه وشلوسك فروتسلاو وغورنيك وانشنا ونادي بيترزالكا ونادي جيلينا ونادي سينيتسا.

## وصلات خارجية
- باتريك مراز على موقع الاتحاد الأوربي (الإنجليزية)
- باتريك مراز على موقع قاعدة بيانات كرة القدم.إي يو (الإنجليزية)
- باتريك مراز على موقع Soccerway.com (الإنجليزية)
- باتريك مراز على موقع عالم كرة القدم.نت (الإنجليزية)